# Xã West Lincoln, Quận Mitchell, Iowa
Xã West Lincoln (tiếng Anh: West Lincoln Township) là một xã thuộc quận Mitchell, tiểu bang Iowa, Hoa Kỳ. Năm 2010, dân số của xã này là 251 người.